# Darij Pontski
Darij Pontski (latinsko Darius Pontus) je bil okoli leta 37 pr. n. št. kralj Pontskega kraljestva. Bil je prvi otrok pontskega kralja Farnaka II. in njegove žene, po rodu Sarmatke. Imel je mlajšega brata Arsaka in mlajšo sestro  Dinamido.  Njegova stara starša po očetovi strani sta bili Mitridat VI., kralj Ponta, in njegova prva žena in sestra Laodika. 
O Dariju je komaj kaj znanega. Apijan omenja le, da ga je za pontskega kralja imenoval Mark Antonij.
Po Apijanu je Mark Antonij na vzhodnih območjih Rimskega imperija postavil klientske kralje, ki so bili pod njegovim nadzorom pod pogojem, da so plačevali davek. V Anatoliji je bil v Pontskem kraljestvu imenovan Darij, v delu Kilikije Polemon in v Pizidiji Amint. To se je zgodilo leta 37 pr. n. št. pred Antonijevo vojno s Parti, na katero se je pripravljal pozimi 37/36 pr. n. št. na prezimovanju v Atenah.
Darijevo vladanje je bilo kratkotrajno. Strabon je zapisal, da sta Polemon in Likomed iz Komane napadla Arsaka, ker je "igral dinasta in poskušal izvesti revolucijo brez dovoljenja katerega koli [rimskega] prefekta ... " Arsak je pobegnil v gore, kjer je bil brez hrane in vode. Tri desetletja prej je namreč Pompej ukazal zasuti vodnjake s skalami, da bi roparjem onemogočil skrivanje v gorah. Arsaka so nazadnje ujeli in ubili.
Kasij Dion je opisal Polemona kot "kralja tistega dela Ponta, ki meji na Kapadokijo". Domneva se, da je bil Polemon imenovan za kralja Ponta za nagrado za zadušitev Arsakovega poskusa, da bi prevzel pontski prestol. Pont je postal rimska provinca, dodeljena več kraljem, ki so vladali v različnih regijah. Darij je morda umrl in ga je poskušal naslediti Arsak, ali pa je bil Arsak uzurpator, ki je vladal manj kot eno leto. Dion je Polemona omenil kot pontskega kralja, ki je leta 36 pr. n. št. sodeloval v vojni Marka Antonija proti Partom.